# Нобатія
Нобатія або Нобадія (від давньонубійського — Nuubin — Нообін), в арабських джерелах Аль-Маре — давньоафриканська християнська держава зі столицею в Парохасі, яка утворилася в результаті розпаду Держави Мерое. Країна була заснована нобатами, які були переселені римським імператором Діоклетіаном на початку III століття для захисту прикордонних римських територій від кочівників. В середині IV-го століття в Нобаті поширилося християнство.
Держава Нобатія була утворена приблизно в 400 році.Рання Нобатія була знана, як культура Баллана.Першим царем став Харамадуе. Згодом царі Абурні і Силко змогли перемогти сусідні кочові племена і серйозно розширили розмір країни.
Держава знаходилася від озера Насер (Нубонго) і до початку витоку Нілу. Близько 650 року н. е. держава об'єдналося з Мукурра, утворивши Королівство Мукурра і Нобаті, яка згодом стала Нубією. Причиною об'єднання стала небезпека бути розгромленими агресивними сусідніми арабськими державами. Незважаючи на об'єднання, Нобаті довгий час зберігала автономію, її правителями були християнські єпархи, звані доместиками Парохаса.

## Правителі Нобаті
- Близько 410 — близько 420 — Харамадуе
- Приблизно 450 — Абурні
- Близько 536—555 — Силко
- Близько 559—574 — Ейпарноме
- Близько 577 — близько 580 — Токілтоетон
- Приблизно 580 — Урпуувле
- Приблизно 645 — близько 655 — Захаріас

## Релігія
До VI століття в регіоні поширилося християнство. У 543 році монах Юліан був посланий в Нобатію візантійської імператрицею Феодорою, щоб навернути правителів країни в релігію. Ця дата вважається днем прийняття Нобатією християнства. До 550 року місіонером Лонгіном в регіоні було створено духовенство і почалися проводитися літургії.